# جوناثان دوهامل
جوناثان دوهامل هو لاعب بوكر كندي، ولد في 24 أغسطس 1987 في بوشيفيل في كندا.